# Diplectrona hystricosa
Diplectrona hystricosa är en nattsländeart som beskrevs av Arturs Neboiss 1978. Diplectrona hystricosa ingår i släktet Diplectrona och familjen ryssjenattsländor. Inga underarter finns listade i Catalogue of Life.